# 阿特亚
阿特亚，是西班牙阿拉贡自治区萨拉戈萨省的一个市镇。 总面积35平方公里，总人口206人（2001年），人口密度6人/平方公里。